# شاهک بازار
شاهک بازار، روستایی در دهستان تلنگ بخش تلنگ شهرستان قصرقند در استان سیستان و بلوچستان ایران است.

## جمعیت
بر پایه سرشماری عمومی نفوس و مسکن در سال ۱۳۹۵، جمعیت این روستا برابر با ۳۵۰ نفر (۸۸ خانوار) بوده‌است.